# Susanna i badet (Tintoretto)
Susanna i badet (tyska: Susanna im Bade) eller Susanna och gubbarna är en oljemålning av den italienske konstnären Tintoretto. Den målades 1555–1556 och är utställd på Kunsthistorisches Museum i Wien. 
Susanna i badet är en episod i Tillägg till Daniel, en av apokryferna till Gamla testamentet. Susanna var hustru till Joakim och levde under den Babyloniska fångenskapen. En dag smög sig två äldre män in i deras trädgård för att tjuvtitta på Susanna när hon badade. Den fromma Susanna avvisade deras närmande, anklagades då av dem för äktenskapsbrott men räddades senare av den rättfärdige Daniel.
Tintoretto skildrar spänningen som ligger i scenen, ett "lugn före stormen" som visualiseras med hjälp av kontraster mellan ljus och mörker, djupa perspektiv, kvinnans yppiga skönhet och gubbarnas karikatyrliknande utseende vilket var ett kännetecknande drag för manierismen. Nationalencyklopedin beskriver att det finns ett smyckeartat drag i Tintorettos ”Susanna i badet” med dess fina konturer och lysande kontraster. Själva den frodiga unga flickan är också liksom ett smycke, ivrigt eftertraktat av de två gubbarna, som i ett hisnande manieristiskt arrangemang sticker fram på var sin sida av den höga häcken framför henne.
Målningen har tillhört konstnären Nicolas Régnier och kompositören Giovanni Roetta. Den förvärvades 1712 av habsburgska hovet och överfördes sedermera till Kunsthistorisches Museum. 
Susanna i badet var ett populärt konstmotiv under renässansen och barocken och Tintoretto och hans ateljé målade flera versioner. Andra berömda versioner är idag utställda på Pradomuseet i Madrid, Louvren i Paris och National Gallery of Art i Washington. Madridversionen ingår i en grupp om sex tavlor med bibliska motiv. Velázquez införskaffade tavlorna för Filip IV av Spaniens räkning och de är alla utställda på Prado. Parisversionen är attribuerad till Tintoretto eller någon annan konstnär i hans ateljé och Washingtonversionen till hans son Domenico Tintoretto.   

## Olika versioner

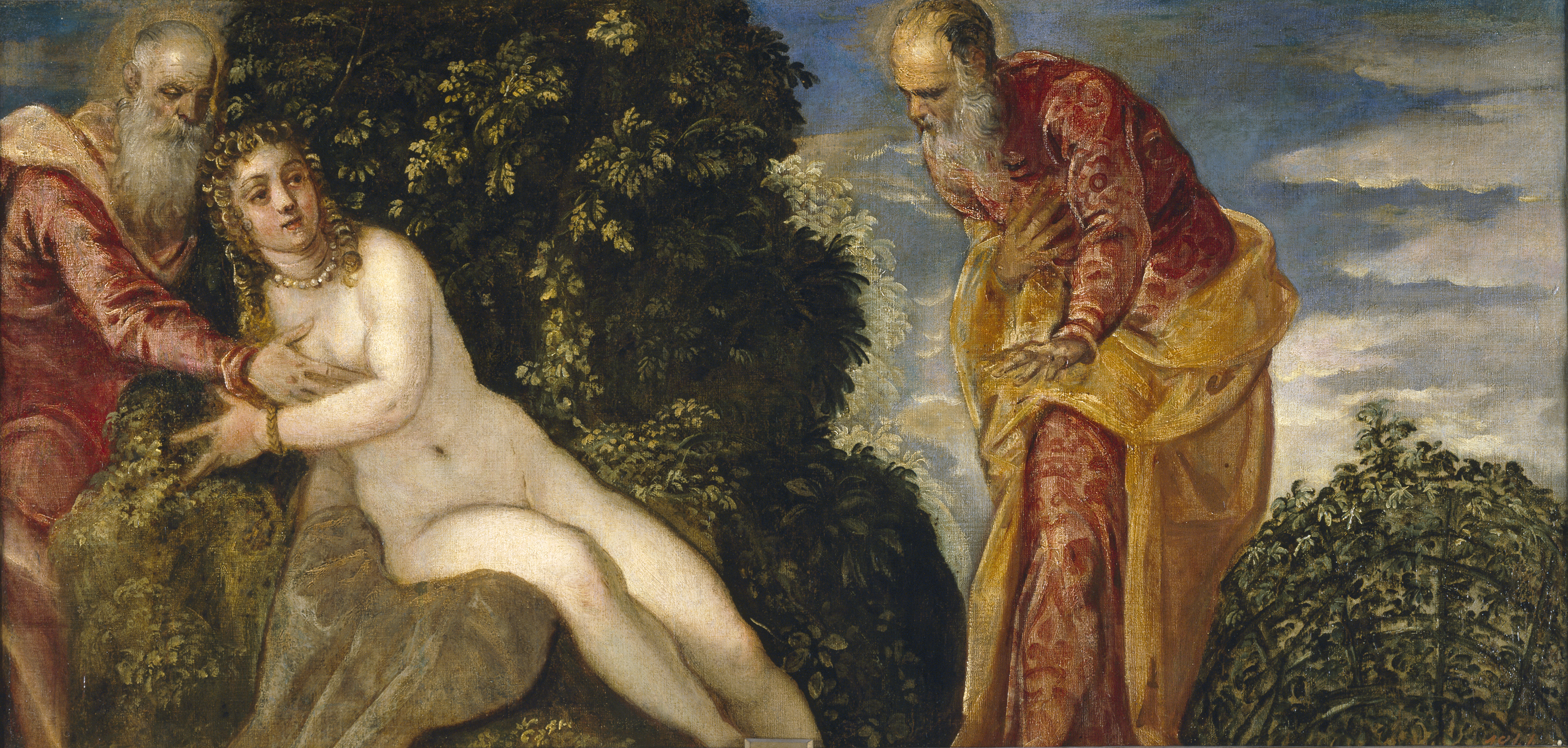
Tintorettos Susanna och gubbarna (Susana y los viejos) från 1552–1555, utställd på Prado. Olja på duk, 58 x 116 cm.
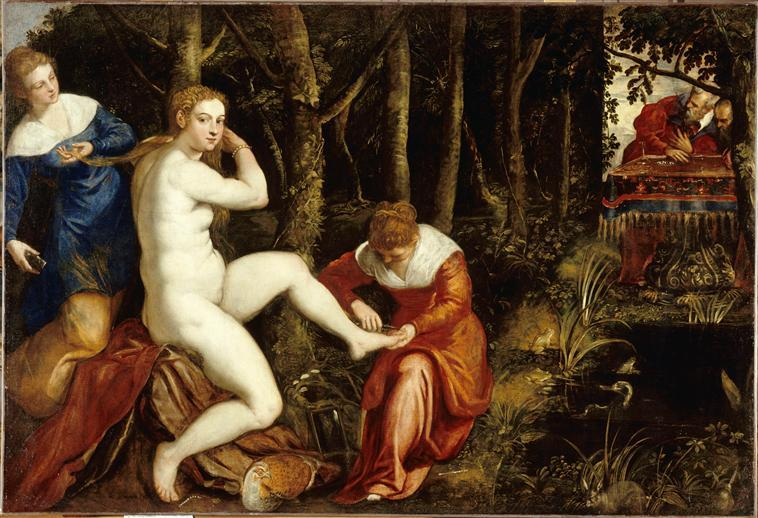
Susanna i badet (Suzanne au bain) på Louvren. Utförd 1550–1575 av Tintoretto eller någon konstnär i hans ateljé. Olja på duk, 1,67 x 2,38 cm.
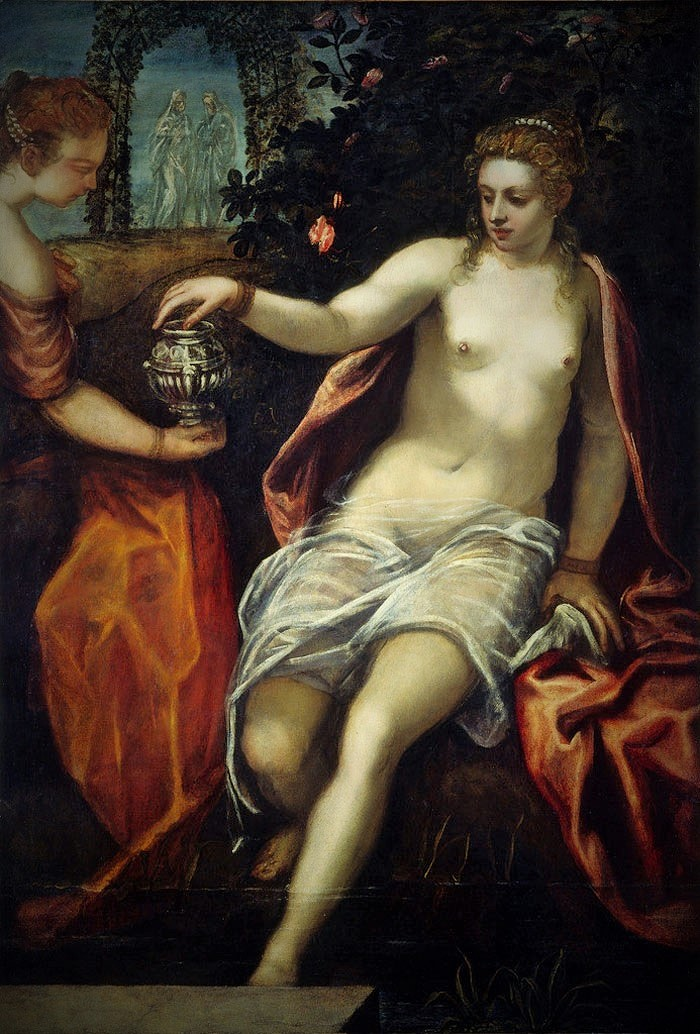
Susanna, attribuerad till sonen Domenico Tintoretto. Målad cirka 1580 och är sedan 1939 utställd på National Gallery of Art. Olja på duk, 150,2 x 102,6 cm.